# Premio César per il miglior cortometraggio
Il premio César per il miglior cortometraggio (César du meilleur court métrage) è un premio cinematografico francese assegnato dall'Académie des arts et techniques du cinéma a partire dal 1992.
In precedenza esistevano tre categorie distinte per miglior cortometraggio d'animazione (dal 1977 al 1990), miglior cortometraggio di fiction e miglior cortometraggio documentario (dal 1977 al 1991).

## Albo d'oro
I vincitori sono indicati in grassetto, a seguire gli altri candidati.

### Anni 1992-1999
- 1992: 25 décembre 58, 10h36, regia di Diane Bertrand
  - Haut pays des neiges, regia di Bernard Palacios
  - Hermann Heinzel, ornithologue, regia di Jacques Mitsch
  - La saga des glaises, regia di David Ferré e Olivier Théry-Lapiney
- 1993: Versailles Rive-Gauche, regia di Bruno Podalydès
  - Le balayeur, regia di Serge Elissalde
  - Hammam, regia di Florence Miailhe
  - Omnibus, regia di Sam Karmann
- 1994: Gueule d'atmosphère, regia di Olivier Péray
  - Comment font les gens, regia di Pascale Bailly
  - Empreintes, regia di Camille Guichard
- 1995: La vis, regia di Didier Flamand
  - Deus ex Machina, regia di Vincent Mayrand
  - Elles, regia di Joanna Quinn
  - Emilie Muller, regia di Yvon Marciano
- 1996: Le moine et le poisson, regia di Michaël Dudok de Wit
  - Le bus, regia di Jean-Luc Gaget
  - Corps inflammables, regia di Jacques Maillot
  - Roland, regia di Lucien Dirat
- 1997: Madame Jacques sur la Croisette, regia di Emmanuel Finkiel
  - Dialogue au sommet, regia di Xavier Giannoli
  - Un taxi pour Aouzou, regia di Issa Serge Coelo
  - Une robe d'été, regia di François Ozon
  - Une visite, regia di Philippe Harel
- 1998: Des majorettes dans l'espace, regia di David Fournier
  - Ferrailles, regia di Laurent Pouvaret
  - Seule, regia di Érick Zonca
  - Tout doit disparaître, regia di Jean-Marc Moutout
  - La vieille dame et les pigeons, regia di Sylvain Chomet
- 1999: L'interview, regia di Xavier Giannoli
  - Les pinces à linge, regia di Joël Brisse
  - Tueurs de petits poissons, regia di Alexandre Gavras
  - La vache qui voulait sauter par dessus l'église, regia di Guillaume Casset
  - La vieille barrière, regia di Lyèce Boukhitine

### Anni 2000-2009
- 2000: Sale battars, regia di Delphine Gleize
  - À l'ombre des grands baobabs, regia di Rémy Tamalet
  - Acide animé, regia di Guillaume Bréaud
  - Camping sauvage, regia di Giordano Gederlini
  - 17 rue Bleue, regia di Chad Chenouga
- 2001: Un petit air de fête, regia di Eric Guirado ex aequo Salam, regia di Souad El-Bouhati
  - Au bout du monde, regia di Konstantin Bronzit
  - Le puits, regia di Jérôme Boulbès
- 2002: Au premier dimanche d'août, regia di Florence Miailhe
  - Les filles du douze, regia di Pascale Breton
  - Millevaches (Expérience), regia di Pierre Vinour
  - Des morceaux de ma femme, regia di Frédéric Pelle
  - La pomme, la figue et l'amande, regia di Joël Brisse
- 2003: Peau de vache, regia di Gérald Hustache-Mathieu
  - Candidature, regia di Emmanuel Bourdieu
  - Ce vieux rêve qui bouge, regia di Alain Guiraudie
  - Squash, regia di Lionel Bailliu
- 2004: L'homme sans tête, regia di Juan Diego Solanas
  - La chatte andalouse, regia di Gérald Hustache-Mathieu
  - J'attendrai le suivant..., regia di Philippe Orreindy
  - Pacotille, regia di Eric Jameux
- 2005: Cousines, regia di Lyes Salem
  - Hymne à la gazelle, regia di Stéphanie Duvivier
  - La méthode Bourchnikov, regia di Grégoire Sivan
  - Les parallèles, regia di Nicolas Saada
- 2006: After Shave (Beyrouth après-rasage), regia di Hany Tamba
  - Obras, regia di Hendrick Dusollier
  - La peur, petit chasseur, regia di Laurent Achard
  - Sous le bleu, regia di David Oelhoffen
- 2007: Fais de beaux rêves, regia di Marilyne Canto
  - Bonbon au poivre, regia di Marc Fitoussi
  - La leçon de guitare, regia di Martin Rit
  - Le mammouth Pobalski, regia di Jacques Mitsch
  - Les volets, regia di Lyèce Boukhitine
- 2008: Le Mozart des pickpockets, regia di Philippe Pollet-Villard
  - Ousmane, regia di Dyana Gaye
  - Premier voyage, regia di Grégoire Sivan
  - La promenade, regia di Marina de Van
  - Rachel, regia di Frédéric Mermoud
- 2009: Les miettes, regia di Pierre Pinaud
  - Une leçon particulière, regia di Raphaël Chevènement
  - Les paradis perdus, regia di Hélier Cisterne
  - Skhizein, regia di Jérémy Clapin
  - Taxi wala, regia di Lola Frederich

### Anni 2010-2019
- 2010: C'est gratuit pour les filles, regia di Claire Burger e Marie Amachoukeli
  - ¿ Dónde está Kim Basinger ?, regia di Edouard Deluc
  - La Raison de l'autre, regia di Foued Mansour
  - Séance familiale, regia di Cheng-Chui Kuo
  - Les Williams, regia di Alban Mench
- 2011: Logorama, regia di H5 (François Alaux, Hervé de Crécy e Ludovic Houplain)
  - Monsieur L'Abbé, regia di Blandine Lenoir
  - Petit Tailleur, regia di Louis Garrel
  - Un transport en commun, regia di Dyana Gaye
  - Une pute et un poussin, regia di Clément Michel
- 2012: L'accordeur, regia di Olivier Treiner
  - La France qui se lève tôt, regia di Hugo Chesnard
  - J'aurais pu être une pute, regia di Baya Kasmi
  - Je pourrais être votre grand-mère, regia di Bernard Tanguy
  - Un monde sans femmes, regia di Guillaume Brac
- 2013: Le Cri du homard, regia di Nicolas Guiot
  - Ce n'est pas un film de cow-boys, regia di Benjamin Parent
  - Ce qu'il restera de nous, regia di Vincent Macaigne
  - Les Meutes, regia di Manuel Schapira
  - La Vie parisienne, regia di Vincent Dietschy
- 2014: Avant que de tout perdre, regia di Xavier Legrand
  - Bambi, regia di Sébastien Lifshitz
  - La Fugue, regia di Jean-Bernard Marlin
  - Les Lézards, regia di Vincent Mariette
  - Marseille la nuit, regia di Marie Monge

- 2015: La Femme de Rio, regia di Emma Luchini e Nicolas Rey
  - Aïssa, regia di Clément Tréhin-Lalanne
  - Inupiluk, regia di Sébastien Betbeder
  - Les Jours d'avant, regia di Karim Moussaoui
  - Où je mets ma pudeur, regia di Sébastien Bailly
  - La Virée à Paname, regia di Carine May e Hakim Zouhani

- 2016: La Contre-allée, regia di Cécile Ducrocq
  - Le Dernier des Céfrans, regia di Pierre-Emmanuel Urcun
  - Essaie de mourir jeune, regia di Morgan Simon
  - Guy Môquet, regia di Demis Herenger
  - Mon héros, regia di Sylvain Desclous

- 2017: Maman(s), regia di Maïmouna Doucouré e Vers la tendresse, regia di Alice Diop
  - Après Suzanne, regia di Félix Moati
  - Au bruit des clochettes, regia di Chabname Zariab
  - Chasse royale, regia di Lise Akoka e Romane Gueret

- 2018: Les Bigorneaux, regia di Alice Vial
  - Le Bleu, blanc rouge de mes cheveux, regia di Josza Anjembe
  - Debout Kinshasa !, regia di Sébastien Maître
  - Marlon, regia di Jessica Palud
  - Les Misérables, regia di Ladj Ly

- 2019: Les Petites mains, regia di Rémi Allier
  - Braguino, regia di Clément Cogitore
  - Les Indes galantes, regia di Clément Cogitore
  - Kapitalistis, regia di Pablo Muñoz Gomez
  - Laissez-moi danser, regia di Valérie Leroy

### Anni 2020-2029
- 2020: Pile Poil, regia di Lauriane Escaffre e Yvonnick Muller
  - Beautiful Loser, regia di Maxime Roy
  - Le Chant d'Ahmed, regia di Foued Mansour
  - Le Chien bleu, regia di Fanny Liatard
  - Nefta Football Club, regia di Yves Piat
- 2021: Qu'importe si les bêtes meurent, regia di Sofia Alaoui
  - Baltringue, regia di Josza Anjembe
  - Je serai parmi les amandiers, regia di Marie Le Floc'h
  - L'Aventure atomique, regia diLoïc Barché
  - Un adieu, regia di Mathilde Profit